# 若狭敬一
若狭 敬一（わかさ けいいち、1975年9月1日 - ）は、CBCテレビ（CBC）のアナウンサー。
岡山県倉敷市玉島生まれ。

## 来歴・人物
岡山県立玉島高等学校を経て名古屋大学経済学部卒業。大学では、金井雄一が主宰するゼミに所属していた。
大学卒業後の1998年に、アナウンサーとして地元局の中部日本放送（現在のCBCテレビ）へ入社。同期のアナウンサーに大橋麻美子がいた。入社後は、野球を中心にスポーツ中継の実況へ携わっているほか、草野球を「ライフワーク」と公言するほどのスポーツ好きでもある。
2022年12月3日に、先輩アナウンサーの加藤由香と結婚していたことや結婚後に1児を授かったことを『北野誠のズバリ サタデー』（CBCラジオ）で加藤が公表。加藤は産前産後休暇からこの日に復帰したばかりであったが、翌2023年には、若狭が1月5日から3月2日まで育児休業を取得している。
身長は176 cmで、メガネを常用していることなどから、愛称は「おしゃべりメガネ」。槇原敬之やB'zの大ファンであることも公言している。
中日ドラゴンズのファンが多数訪れる愛知県名古屋市の「中国料理ピカイチ」には、2024年時点で30年以上通っていることを公言している。

### 草野球のエース
- アナウンサー職と並行しながら草野球を続けることを自らのライフワークとしており、現在名古屋市内の草野球チーム「麻婆茄子」に所属、同チームのエースとして活躍している。
- 2006年12月から2007年1月にかけてナゴヤドームで行われた愛知県ナンバーワンのチームを決める草野球トーナメント大会「第1回ドラゴンズ・カップ」にも出場、当初は「大会の注目を集めるための客寄せパンダだ」と揶揄されていたものの、名古屋大学時代準硬式野球部のエースとして鳴らした実績もあってか、大会では好投の連続であったが、チーム「麻婆茄子」はベスト8止まりであった。
- 社会人である現在の最高球速は125km/h程度。『サンデードラゴンズ』の企画で、共演者の水野裕子との結婚を賭け135km/hを目指したが達成できなかった。
- CBCの解説者（現・中日ドラゴンズ二軍監督）である落合英二や、東海ラジオアナウンサーの大澤広樹は草野球仲間で、それぞれのチーム同士でよく試合をする。
- 東京など、名古屋以外の草野球チームに単身で合流してプレーすることもたまにあると言う程の野球好きである。

### バラエティ中心からスポーツ中心へ
- 2005年には第30回アノンシスト賞テレビ「フリートーク」部門で最優秀賞を受賞した。2006年よりCBCの看板番組『晴れドキ』の2代目司会を担当した。
- 2005年秋よりスポーツも担当するようになり、2005年より『若狭敬一のドラゴンズワールド WEEKEND SPECIAL』（毎週金・土曜夕方）を、2006年には『サンデードラゴンズ』の司会も担当する。2006年8月25日に野球実況のデビューはしたが、しばらく中日ドラゴンズの勝ち試合を実況できず、2007年5月17日にナゴヤドームで開催された中日対東京ヤクルトスワローズ戦でようやく勝ち試合を実況出来た。
- 2009年6月5日ナゴヤドームで開催された交流戦、中日対千葉ロッテマリーンズ戦でテレビ実況デビューを飾る。
- 野球実況をする際は自ら集めた細かいデータを用意し、実況に織り込んでいる。
- 2010年6月16日、ナゴヤドームでの岩瀬仁紀の250セーブ達成時の実況を担当した（J SPORTS STADIUMにて）。また、岩瀬がプロ野球新記録となる287セーブを達成した試合ではインタビュアーを務めた。
- 毎年、中日が1位指名すると予想される選手をドラフト会議当日に取材しているが、2017年まで5年連続で取材先の選手の抽選を外したことから、ファンの間で「指名を逃す」「指名されない」とすこぶる不評なジンクスになっており、「疫病神」とまで呼ばれてしまっていた[6][7]。地元・岐阜出身の根尾昂（大阪桐蔭高）の1位指名が予想された2018年は、厄落としとして滝行まで敢行するも、ついに根尾への取材を自粛[8]（同年は柳沢彩美が取材を担当）。すると中日は4球団競合の根尾の交渉権獲得に成功し、「取材に行かなくて良かった」と感謝された[6]。2019年も前年同様、滝行敢行のうえドラフト会議当日は「本社内で幽閉」となったところ、中日は3球団競合となった石川昂弥（東邦高）の交渉権獲得に成功した[9]。翌年も滝行を行った上で社内で待機した結果、中日ドラゴンズが単独指名で髙橋宏斗（中京大中京高）を獲得した。こうしたことから近年ではSNS等を中心に「終身名誉待機」の称号で呼ばれることが増えた。
- 『ドラ魂キング』の金曜日（月末金曜日は除く）、および『カトリーナの全部全力!』（不定期）にて、架空の店「喫茶メガネ」のマスターになり、「今月のコーヒー」とB'zの曲しかメニューにないコーナーをもつ。
- 2020年10月15日に行われた中日対阪神タイガース戦において、『CBCドラゴンズナイター』の実況を担当。ドラゴンズの高橋周平がタイガースのロベルト・スアレスから打ったサヨナラホームランで幕を閉じた[10] 場面で言葉が出ず、「フェアか、ファールか」を連呼し続けた。その後1週間は言葉がでなかった実況を忘れることができず、自身の次の実況においてリベンジを果たそうと口癖を封印し、ネタを準備していた。2020年10月22日の中日対横浜DeNAベイスターズ戦でリベンジを果たした。事前に用意したネタは、ベイスターズのネフタリ・ソトが打ったファールポール際の飛球に対し、コメディアンのポール牧を連想させる「ポール脇」であった。同日の野球中継後の番組である『ドラ魂ナイト』において、自らのダジャレのセンスを「私のリベンジのこのダサさ」「最低です」と発言した。

### チアドラになる
- 2008年、『サンデードラゴンズ』の企画としてチアドラゴンズに参加。以降「メガネは踊る」として『サンデードラゴンズ』内でコーナーとなる。
- 同年6月8日、ナゴヤドームでの中日対東北楽天ゴールデンイーグルス戦の5回裏終了後にチアドラデビューを飾る。
- 同年8月21日、横浜スタジアムのダンスコンテストに参加するため横浜へ。しかし、降雨コールドとなりダンスコンテストも中止となる。中止となったものの、チアドラの衣装を着て大雨の中1人で踊る姿がTBSニュースバードの野球中継やラジオ実況で伝えられた。
- 同年9月14日、この日の『サンドラ』生放送中に前回のリベンジとして再び横浜に向かうことが伝えられ、そのまま横浜へ直行。この日の中日対横浜ベイスターズ戦5回裏終了後のダンスコンテストにチアドラの衣装で参加。
- それ以降もチアドラの衣装を着て球場のグラウンドやスタンドなどで踊ったりすることがある。また、hicbcブックスの携帯写真集で同僚のアナウンサーだった佐藤幹朗とチアドラの格好をして登場していた。

### 滝行
- 2018年以降、『サンデードラゴンズ』の企画のひとつとして滝行を始め、その滝行に関する話題では、サンデードラゴンズのナレーターであるDALEから「メガネ」と紹介される事もある。
- 通例、名古屋市守山区にある倶利加羅不動寺にて滝行を行う。しかし、2020年3月の「中日ドラゴンズの敢闘を祈念する滝行」は、三重県名張市にある赤目四十八滝の「大日滝」で行われた。燃えドラch【CBCテレビ公式】[11] で「前日までの雨で増水」「本来は修験者の修行に使われた滝」と言及された。
- 「お礼参りにはプライベートで行っている」と『若狭敬一のスポ音』内で発言した。

### 『THE TIME,』での活躍
- 2021年10月からは、スポーツアナウンサーやラジオパーソナリティとしての活動と並行しながら、『THE TIME,』（TBSテレビ制作・JNN28局ネットの生放送番組）内の「ニッポンの朝がみえる!列島リアルタイム中継」で東海地方担当の中継キャスターを担当している。キャスター陣の中では毎日放送（近畿広域圏・徳島県担当）の福島暢啓（月 - 木曜日総合司会の安住紳一郎とかねてから親交が深いアナウンサー）と並んで登場頻度がとりわけ高い。2022年以降は『THE TIME,』への出演を優先してか、テレビ・ラジオを通じてプロ野球中継の実況機会が月1回程度に留まっているが、若狭が何らかの理由で出演できない場合、主に齊藤初音が中継リポートを担当している。
  - 「列島リアルタイム中継」には、2021年10月7日（木曜日）放送分の「ミニチュア姫路城」（三重県伊勢市）中継で初登場。本番を前に暗闇の中でリハーサルへ1人で臨んでいたところ、午前3時頃に左足を滑らせて中継先付近の池へ転落した。池の水深が1m程度で大事には至らなかったものの、最初の中継（5:50頃）には上着（青色のワイシャツ）の左半分が濡れた状態で出演を余儀なくされたため、中継先の気温（21℃前後）を伝えた後に「現在の私の体感気温は、10℃前後となっております。『ウケ狙い』（で池に落ちてワイシャツを濡らしたわけ）ではございません」と釈明する羽目に陥った。
    - ちなみに、2021年は放送日の4日後（10月11日）にドラフト会議が組まれていたため、CBCテレビのtwitter公式アカウントでは、中継先のツイートを発信する際に「この時期水浴びに縁のある若狭アナ!」との文言を添えている[12]。

  - このハプニングを境に、若狭が『THE TIME,』で中継リポートを担当する日には、東海以外の地方（若狭の出身地である中国地方など）の新聞の朝刊などに掲載されるテレビ番組表でも「若狭」で始まる一文で中継の趣旨を伝えることが相次いでいる。
  - 香川照之がTBSのスタジオで総合司会を務めていた2022年4月29日（金曜日・昭和の日）放送分では、愛知県刈谷市からの中継リポートを担当した。リポートに先駆けて『THE TIME'』（CBCでも放送されている前枠番組）の時間帯で音声チェックに臨んでいたところ、TBSのスタジオから「朝からスッキリ!脳シャキクイズ」（前身番組の『あさチャン!』から続いている脳トレクイズ）が出題された。このクイズでは『あさチャン!』時代から「出題から正解を発表するまでのCMタイムを視聴者と（出題者以外の）スタジオ出演者のシンキングタイムに充てる」という構成が為されているため、若狭がCM中に杉山真也（TBSテレビのアナウンサーで『THE TIME'』『THE TIME,』共通の進行キャスター）との間で音声チェックへ臨んだ際にクイズへ回答したところ、杉山から「正解を言わないで下さいよ」、香川から「放送事故ですよ」と矢継ぎ早に詰問された[注 3]。実際にはCM中に若狭が出した答えがたまたま正解と一致していただけで、厳密には放送法や関連法規で定義されている「放送事故」には当たらないが、香川はCM明けに上記のやり取りを暴露。自身が『半沢直樹』（TBSテレビが『THE TIME'』『THE TIME,』の開始前に「日曜劇場」枠で放送していた連続ドラマシリーズ）で演じていた大和田暁（東京中央銀行の常務取締役）を連想させる怒りの形相で、若狭に土下座を求めた。あくまでも冗談ではあるが、若狭がこの求めに応じて中継先で土下座を披露したこと[注 4]から、Twitterトレンドではこのシーンの放送直後に「若狭アナ」という言葉が1位を記録する事態に至った。
  - TBSテレビの制作で年に2回放送されている生放送の特別番組『オールスター感謝祭』にも、「2022年春」（2022年3月26日）に「JNN系列局×感謝祭　全国生中継クイズ」の出題リポーターとして福島と共に出演。自身は福島と別に、CBCの地元（名古屋市内のオアシス21の屋上）からの生中継に登場した。「2023年秋」（2023年10月7日）には、名物企画の「赤坂5丁目ミニマラソン」に「列島リアルタイム中継」のキャスター枠で初出場。

### スポーツ担当から「夕方の顔」へ
2024年4月1日から、平日夕方にCBCテレビで放送されている『チャント!』（中京ローカル向け報道・情報番組）のメインキャスターを務めている。同番組では、若狭のメインキャスター就任に伴うリニューアルで、若狭の代名詞とも言えるメガネの意匠が番組ロゴに組み込まれたほか、中日ドラゴンズ情報を専門に扱うコーナーが新設されて全曜日において放送されるなど、ドラゴンズ関連の内容も拡充された。なお『チャント!』への起用を機に、週休2日制などとの兼ね合いでスポーツ実況から離れることになり、生放送から録音番組に移行した『若狭敬一のスポ音』以外のレギュラー番組も同年3月末までに順次降板した。ただし、『THE TIME,』の「列島リアルタイム中継」には、2024年4月以降も月1回程度、出演を続けている。
2025年3月31日からは、『チャント！』の18時台を分離独立させる形で始まったローカルニュース番組『newsX』のメインキャスターも務めている。

### 執筆
- 野球専門メディアの「Full-Count」「文春野球コラム」などでコラムを執筆している。2022年にこれらのコラムを再編集し、落合英二との対談を収録した本『実況アナが書いた！中日ドラゴンズ偏愛コラム フェアか、ファウルか？』を出版した。

## 出演

### 現在の出演番組
育児休業取得期間（2023年1月5日 - 3月2日）には放送上、休業前に収録済みの番組にのみ出演。

#### テレビ
- チャント!（2024年4月1日 - 、メインキャスター）
- newsX（2025年3月31日 - 、メインキャスター）
- CBCニュース（不定期）
- THE TIME,（TBSテレビ制作・JNN28局ネットの生放送番組）
  - TBSを含めたJNN加盟全28局が参加する「ニッポンの空がみえる!列島リアルタイム中継」（ネット各局の現職アナウンサーがキャスターを担当）に、東海地方担当のキャスターとして後輩アナウンサーの齊藤初音とともに就任した。就任の時点では入社24年目で、アナウンサーとしてのキャリアが最も長い中継キャスターに当たる[注 5]。
  - CBCテレビでは、2024年6月24日（月曜日）から7月12日（金曜日）まで、午前6時台のパートの半分（6:20頃 - 6:50）を『THE TIME, ×チャント!』（東海地方の天気予報と中日ドラゴンズ関連の情報を中心に伝える中京ローカル向けの生放送番組）へ差し替えていた。これに伴って、『THE TIME, ×チャント!』のMCを、6月24日から7月5日（金曜日）まで担当。この期間の『チャント!』ではメインキャスターを「進行担当」の女性アナウンサーが代行していたが、若狭自身も、『THE TIME, ×チャント!』の本番を終えた後に中京ローカルパートの途中から出演していた。

#### ラジオ
- 若狭敬一のスポ音（2009年4月12日 - ）
  - 2024年3月までは生放送だったが、『チャント!』のメインキャスターに就任した同年4月以降も、事前収録へ移行した上で放送中。
- 北野誠のズバリサタデー（2024年4月 - ）ニュース

### 過去の出演番組

#### テレビ
- S☆1 BASEBALL
- J SPORTS STADIUM（J SPORTS、CBC制作分）
  - いずれも2023年シーズンまで実況やベンチリポートを担当。
- びじょどきゅ!
- グッデイCBC
- ユーガッタ!CBC（金曜現場主義）
- YANASE SPECIAL 2007がんばれドラゴンズ!（2007年3月25日放送）
- 晴れドキ（2006年4月 - 2008年3月）
- なるほどプレゼンター!花咲かタイムズ - 2010年3月まで担当、不定期でリポーター出演。
- まちイチ nice to people （2012年 - 2019年）不定期出演。
- ゴゴスマ -GO GO!Smile!-（月〜木曜日→月曜日のみ）- ゴゴスマ実況中継部 ゴゴチューを担当。また2022年2月21日 - 23日・25日・2023年7月31日 - 8月1日はMC・石井亮次の代理を担当[注 6]。
- Nスタ（2022年2月21日〜23日・25日・2023年7月31日 - 8月1日[注 6]） - 『きょうの"気になる"60秒』コーナー担当。
- ニンゲン観察バラエティ モニタリング（TBS制作、2017年3月9日放送VTRゲスト）
- 本能Z（2018年10月24日 - 2020年）- ナレーション
- スポーツLIVE High FIVE!! → High FIVE!!絶対☆バズるアスリート（2017年4月2日 - 2020年5月16日）- 司会
- ラヴィット!（TBSテレビ制作、2023年11月21日）
  - 「アルコ&ピースのお悩みアナウンサー変身計画」（ロケ企画）に、「お悩みゲスト」として出演。『THE TIME,』の直後から全国ネットで放送されているが、この企画は事前に収録されていた。ちなみに、アルコ&ピースとは『ゴゴスマ』でも長らく共演。
- サンデードラゴンズ（2006年4月2日 - 2024年3月24日）
- 週刊さんまとマツコ（TBSテレビ、2025年1月23日SP、1月26日#163）

#### ラジオ
- CBCドラゴンズナイター（2006年8月25日 - 2023年）
  - ラジオ日本ジャイアンツナイター（2017年シーズンまでCBCラジオ制作裏送り分のみ実況。翌年からはTBSラジオのプロ野球中継撤退により同時ネットへ切り替え）
- ツー快!お昼ドキッ
- マジスポ
- タングショー
- ブラボー!デジオ・ワールド
- 本気汗
- Walk on SATURDAY 塩見啓一のそれもありだよね
- 若狭敬一のドラゴンズワールド WEEKEND SPECIAL
- 若狭敬一のワカサギ（ハイパーナイト内）
- ドラ魂キング（2019年4月1日 - 2024年3月29日 ）金曜パーソナリティー
- 『金山・南波のB'zブラザーズ』（B'zが2023年に結成35周年を迎えたことにちなんだMBSラジオの収録番組）シリーズ
  - 自身と同じくB'zの大ファンを自認している金山泉（毎日放送）・南波雅俊（TBSテレビ）両アナウンサーがパーソナリティを担当。
    - 第1回は『金山・南波のスーパーB'zブラザーズ』というタイトルで、2023年7月15日（土曜日）の16:00 - 17:40に放送。自身は、「ブラザーズゲスト」と銘打ってリモート方式で出演した。
    - 第2回は『金山・南波のウルトラB'zブラザーズ』というタイトルで、2024年1月15日（月曜日）の『MBSマンデースペシャル』枠（20:00 - 20:55）に編成。当初は南波の出演が告知されていたが、南波が能登半島地震の発生（同月1日）を受けて北陸放送の地元で震源に近い石川県内での取材活動に従事していたため、MBSラジオ本社スタジオ（大阪市北区）での収録に際しては南波の代役扱いで金山のパートナーを務めた。

#### ラジオCM
- 再春館製薬所（痛散湯）
- 将軍グループ

## 著書
- 『サンデードラゴンズ30周年企画 サンドラのドラゴンズ論』（中日新聞社、2014年3月）ISBN 978-4-8062-0666-8
- 『実況アナが書いた!中日ドラゴンズ偏愛コラム フェアか、ファウルか?』（東京ニュース通信社、2022年3月[1]）ISBN 978-4-06-527694-5